# Synomera corazalis
Synomera corazalis là một loài bướm đêm trong họ Noctuidae.